# Petra Revenue
Petra Revenue, folkbokförd Petra Helena Reveny, ursprungligen Söderqvist
 (tidigare även Gergen och Olsson), född 8 augusti 1965 i Lysekils församling i Göteborgs och Bohus län, är en svensk dramatiker och regissör.
Revenue har skrivit skrivit pjäser för bland annat Teater Trixter, Göteborgs stadsteater, Folkteatern och Radioteatern. Hon är även en av de konstnärliga ledarna för Teater Trixer.
Som filmregissör debuterade hon 2009 med långfilmen Karaokekungen som hon även skrivit manus till.
Hon hade tidigare skrivit manus till filmerna Om Sara, Wallander – Byfånen och Wallander – Den svaga punkten. 
Hon följde upp sin debutfilm med novellfilmen Den bästa utsikten, som vann en hedersnominering på Göteborgs filmfestival 2011. Hon skrev sedan manus till filmen Isdraken, baserad på en roman med samma namn. Är 2000 debuterade hon som TV-dramatiker med egna serien Stora teatern på Sveriges Television.
2009 vann Revenue Sveriges Radios Novellpris för sin novell Den bästa utsikten, som var en del i antologin För världens barn utgiven av Radiohjälpen. Hon var även nominerad 2006. På bokförlaget Starfalk har hon gett ut romanen Äkta fransk gulmetall samt novellsamlingen KaraokeKungen. På förlaget Fabel har hon gett ut essän Vikten av att inte tala sanning.
Petra Revenue är dotter till Knut Söderqvist och Annbritt Reveny (en tid omgift Olsson). Hon har varit gift med Gregory Arnold Gergen och därefter sambo med Lars Andersson (född 1957). Tillsammans med den senare fick Petra Revenue en son (född 1990).